# Torre de Villa
La Torre de Villa se encuentra en el polígono residencial de Riaño, concejo de Langreo (Asturias, España). Está separada en la actualidad por la carretera del Palacio de Camposagrado, a la que pertenece. 
Tanto el Palacio como su Torre han sido declarados Bienes de Interés Cultural, aunque de forma separada e independiente. No obstante, la tramitación de los expedientes para la declaración se hizo de forma paralela. La incoación de ambos se produjo a finales de 1984, dictándose la resolución algo más de diez años después, en 1995.
No está clara la función a la que corresponde la fundación de la Torre, ya que no fue concebida como torre vivienda y tampoco debió tener un origen defensivo por su situación poco elevada, aunque pudo ejercer cierto dominio sobre el curso del Nalón, cuyo cauce fue modificado.
La Torre puede datarse en el siglo XIX, tiene planta cuadrangular y tres pisos, estando el bajo abierto con arquerías y los otros dos separados por líneas de imposta. El acceso se realiza por el piso segundo, y en las fachadas hay una armoniosa distribución de vanos.
Añade el Ayuntamiento de Langreo que: "El piso inferior cuenta con arcos escarzanos y cubierta abovedada (la bóveda apoyada sobre una especie de toscas pechinas), el piso siguiente ofrece huecos adintelados, con madera, y, el último, separado por una línea de impostas, es un desván bajo cubierta a cuatro aguas y forma piramidal. En esta misma finca se mantienen en pie otros edificios de interés, entre ellos un lagar construido en piedra, que alberga en su interior los restos de un coche de caballos o xarré, así como un inmueble que fue cuartel de la Guardia Civil".
La Torre es de propiedad privada y no es accesible a la visita pública.